# Себастиао Салгадо
Себастиао Салгадо (на португалски: Sebastião Salgado) е бразилски социален и документален фотограф и фотожурналист.
За фотографските си проекти Салгадо е посетил повече от 100 страни. Повечето от фотографиите му са публикувани в прес публикации и множество книги и са част от пътуващи изложби по целия свят.
Салгадо е Посланик на добра воля на УНИЦЕФ. Отличен е с титлата Чуждестранен почетен член на Американската академия за изкуства и науки през 1992 г., а през 1993 г. получава почетно членство и Медала за стогодишнината на Кралското фотографско общество. През 1998 г. е удостоен с Наградата на принца на Астурия.
На живота и делото на Себастиао Салгадо е посветен филмът „Солта на земята“, режисиран от Вим Вендерс и от сина на Себастиао, Жулиано Рибейро Салгадо.

## Биография
Салгадо е роден на 8 февруари 1944 в Айморес, щата Минас Жерайс, Бразилия. В детството му родният му град предлага само основно и част от гимназиалното обучение, затова през 1960 г. Себастиао заминава да учи в град Витория – крайбрежен град, отдалечен на 185 km. Там той завършва гимназия през 1962 г. На следващата година постъпва в университета в Сао Паулу в Бразилия, където по настояване на баща си записва да учи икономика. Завършва висшето си образование през 1967 г. и през същата година сключва брак със съпругата си Л̀елия Делуиз Ваник, от която има две момчета – Жулиано и Родриго.
След завършването си Салгадо започва работа като икономист за Международната кафеена организация (International Coffee Organization), която често изисква пътувания до Африка на мисии към Световната банка, например в Нигер и Руанда. Тогава за първи път Салгадо започва сериозно да се занимава с фотография, осъзнавайки каква голяма роля за социалната и икономическа промяна може да има фотографската камера. Решава да изостави кариерата си на икономист и през 1973 г. се отдава изцяло на фотографията, първоначално работейки по новинарски задачи, а впоследствие постепенно обръщайки се все повече към документалната журналистика. В началото Салгадо работи като фотограф на свободна практика, после на договор с фотографските агенции Sygma и базираната в Париж Gamma. В този период съпругата му Лелия, която остава да живее в Бразилия с двете им деца, също завършва висше образование – архитектура, и прави следдипломна квалификация по градско планиране.
През 1979 г. Себастиао постъпва в международното фотографско творческо обединение Magnum Photos, където работи през следващите 15 години. Наред с много други репортажи от няколко различни страни, през 1984 г. той приключва работата си по темата за индианците и селяните в Латинска Америка, която събира в първата си книга „Другите Америки“ (The Other Americas), издадена във Франция, Испания и САЩ. Следват други дългосрочни проекти на теми, които сам си поставя, публикувани в книгите „Сахел“ (Sahel), „Работници“ (Workers), „Миграции“ (Migrations) и „Произход“ (Genesis). Книгите представляват внушителни колекции от стотици снимки, правени по цял свят.
„Сахел“
От 1984 г. Салгадо работи съвместно с хуманитарната организация „Лекари без граници“ по 18-месечен проект за документиране на глада в Африка. Снима в Мали, Чад, Етиопия, Судан и Еритрея и отразява глада на стотици хиляди хора, резултат както от безпрецедентната по мащабите си суша, която е поразила тази част на Африка, така и от военните конфликти в региона. Приходите от двете книги със снимки от този проект, които Салгадо публикува – „Сахел: Човек в беда“ (Sahel, lÀhomme en détresse) във Франция, и „Сахел: Краят на пътя“ (Sahel el fin del camino) в Испания, както и голям брой направени изложби, отиват в подкрепа на усилията на френското и испанското подразделения на „Лекари без граници“.
„Работници“
В периода от 1986 до 1992 г. Салгадо обикаля 23 страни и прави поредица от снимки, в които се стреми да улови края на епохата на индустриализирания ръчен труд. През 1993 г. той публикува книгата си „Работници“, публикувана в над 100-хиляден тираж и прави голяма изложба, която обиколила повече от 60 музея в цял свят.
„Миграции“ („Изход“)
Като продължение на проекта „Работници“ през 1993 г. Салгадо предприема работа по нов проект, наречен „Миграции“, известен и като „Изход“ (Exodus), който има за цел да документира хората, напуснали или заставени да напуснат домовете си. В рамките на проекта Салгадо посещава 43 различни страни на всеки от континентите. От една страна той снимка хора, напуснали домовете си в селските райони, близо до природата, за да заживеят в големите градове: документални фотографии на девет световни мегаполиса, които през последните две десетилетия претърпяват драстично увеличение на населението в резултат от различни форми на миграция. Наред с това документира и хора, изселвани заради кръвопролитни конфликти и геноцид, каквито са геноцидът в Руанда и войните в бивша Югославия – Хърватска, Босна и Херцеговина, Сърбия – в самото сърце на Европа.
През 1994 г. Себастиао Салгадо напуска Magnum и заедно със съпругата си основава в Париж собствена фотографска агенция Amazonas Images, която представя творбите му. След края на проекта „Миграции“ Салгадо се завръща в семейната ферма в Минас Жерайс, за да се възстанови от автоимунно заболяване, което смята, че е развил докато документира военните конфликти, при които е виждал как до 10 хиляди души умират за един ден.
Заедно със съпругата си Лелия, Себастиао започва проект по възстановяването на екосистемата в района на наследствената им ферма. В детството на Салгадо, районът на Айморес представлява гъста гора, част от т.нар. Атлантическа гора в Бразилия. В средата на века започва масова сеч на гората за дървесина, в която се включва и бащата на Салгадо, за да успее с така натрупаните средства да отгледа и изучи сина и седемте си дъщери. Районът обаче е напълно обезлесен, от което в продължение на десетилетия е нарушена местната екосистема и климат. През 1998 г. семейство Салгадо успяват да превърнат пустеещата от продължителната суша земя в природен резерват, засаждайки над два милиона дървета в рамките на инициативата си „Институто Тера“, целяща залесяване, опазване на околната среда и екологично образование.
През 2001 г. Салгадо е избран за Посланик на добра воля на УНИЦЕФ.
Между 2004 и 2011 г. Салгадо работи по проекта „Произход“, който има за цел да покаже неопетненото лице на природата и човечеството. Проектът съдържа серия от фотографии на пейзажи и дива природа, както и на човешки общности, които продължават да живеят в единство с природата и съобразно с потомствените им традиции и култури, недокоснати от съвременната цивилизация.

## „Солта на земята“
През 2014 г. синът на Себастиао, Жулиано Рибейро Салгадо, и Вим Вендерс съвместно режисират френско-бразилския документален филм „Солта на земята“ (The Salt of the Earth), който разказва за живота и делото на Салгадо.
Филмът печели Специалната награда на Фестивала в Кан през 2014 г. Получава номинация за най-добър документален филм на 87-ите награди „Оскар“. Печели Наградата на публиката на Международния филмов фестивал в Сан Себастиан през 2014 г., както и Наградата на публиката на Международния филмов фестивал в Тромсьо. Печели Награда за най-добър документален филм на 40-ото издание на наградите „Сезар“ през 2015 г.